# 第183回国会
第183回国会（だい183かいこっかい）とは、2013年（平成25年）1月28日に召集された通常国会。会期は同年6月26日までの150日間。

## 概要
2012年12月16日に投開票が行われた第46回衆議院議員総選挙の結果、与党民主党は大敗し、自由民主党・公明党が衆議院で議席の3分の2を占めることになった。同年12月26日、第182回国会（特別会）で自由民主党総裁安倍晋三が第96代内閣総理大臣に指名され、自民・公明両党の連立政権である第2次安倍内閣が発足したが、同国会は衆議院議長・副議長の選出、議席の指定などのみを行い、12月28日に閉会した。本国会は、第2次安倍政権発足後実質的に最初の国会であり、所信表明演説・代表質問の後、平成24年度補正予算・平成25年度予算などが審議される。会期は6月26日までであり、会期延長は行われなかった。会期後の7月21日に参議院選挙が行われた。

## 各党・会派の議席数
| 計480、2012年（平成24年）12月28日時点 - 自由民主党 - 294 - 民主党・無所属クラブ - 56 - 日本維新の会 - 54 - 公明党 - 31 - みんなの党 - 18 - 日本共産党 - 8 - 生活の党 - 7 - 社会民主党・市民連合 - 2 - 無所属 - 10 （議長：伊吹文明、副議長：赤松広隆を含む） | 計242、2013年（平成25年）4月29日時点 - 民主党・新緑風会 - 85 - 自由民主党・無所属の会 - 84 - 公明党 - 19 - みんなの党 - 13 - 生活の党 - 8 - 日本共産党 - 6 - みどりの風 - 4 - 社会民主党・護憲連合 - 4 - 日本維新の会 - 3 - 新党改革 - 2 - 無所属 - 9 （議長：平田健二、副議長：山崎正昭を含む） - 欠員 - 5 |

## 主な審議議案

### 衆法（衆議院議員提出法律案）
| 提出回次 | 議案件名                                                                                   | 結果 | 備考 |
| -------- | ------------------------------------------------------------------------------------------ | ---- | ---- |
| 183      | 公職選挙法の改正法案                                                                       | 成立 |      |
| 183      | 再生医療推進法                                                                             | 成立 |      |
| 183      | サッカーくじ法及び日本スポーツ振興センター法の改正法案                                     | 成立 |      |
| 183      | 子どもの貧困対策法                                                                         | 成立 |      |
| 183      | 死刑再審無罪者に対し国民年金の給付等を行うための国民年金の保険料の納付の特例等に関する法案 | 成立 |      |
| 183      | いじめ防止対策推進法案                                                                     | 成立 |      |

### 参法（参議院議員提出法律案）
| 提出回次 | 議案件名                                                             | 結果 | 備考 |
| -------- | -------------------------------------------------------------------- | ---- | ---- |
| 183      | 麻薬及び向精神薬取締法及び薬事法改正案                               | 成立 |      |
| 183      | 配偶者からの暴力の防止及び被害者の保護に関する法律（DV防止法）改正案 | 成立 |      |
| 183      | ストーカー行為等の規制等に関する法律改正案                           | 成立 |      |

### 閣法（内閣提出法律案）
| 提出回次 | 議案件名                                                                             | 結果 | 備考 |
| -------- | ------------------------------------------------------------------------------------ | ---- | ---- |
| 183      | 改正予防接種法                                                                       | 成立 |      |
| 183      | 改正関税定率法                                                                       | 成立 |      |
| 183      | 改正福島復興再生特別措置法                                                           | 成立 |      |
| 183      | 行政手続における特定の個人を識別するための番号の利用等に関する法律（マイナンバー法） | 成立 |      |
| 183      | 株式会社海外需要開拓支援機構法                                                       | 成立 |      |
| 183      | 食品表示法                                                                           | 成立 |      |
| 183      | 改正精神保健福祉法                                                                   | 成立 |      |
| 183      | 改正種の保存法                                                                       | 成立 |      |
| 183      | 改正外来生物法                                                                       | 成立 |      |
| 183      | 障害を理由とする差別の解消の推進に関する法律                                         | 成立 |      |

### 条約
| 提出回次 | 議案件名                                                 | 結果     | 備考 |
| -------- | -------------------------------------------------------- | -------- | ---- |
| 183      | 国際的な子の奪取の民事上の側面に関する条約（ハーグ条約） | 両院承認 |      |
| 183      | 万国郵便連合一般規則、及び万国郵便条約                   | 両院承認 |      |
| 183      | 政府調達に関する協定改正議定書                           | 両院承認 |      |
| 183      | 北太平洋公海漁業資源保存条約                             | 両院承認 |      |
| 183      | 食料・農業植物遺伝資源条約                               | 両院承認 |      |

## 今国会の動き

### 召集前

#### 2012年
- 12月28日
  - 第182回国会が閉会
  - 日本未来の党が分党、小沢グループは党に残り生活の党に改称、嘉田グループは離党の上で新たに政治団体「日本未来の党」を結成[2]

#### 2013年
- 1月15日 - 平成24年度補正予算を閣議決定[3]
- 1月16日
  - 安倍首相、就任後初の外遊として東南アジア3か国（ベトナム、タイ、インドネシア）に出発[4]
  - アルジェリア人質事件発生
- 1月19日 - 安倍首相、人質事件対応のため当初の予定を切り上げ帰国[5]
- 1月26日 - 甘利明経済再生担当相がダボス会議に出席。安倍首相もテレビ中継で東京から参加した。

### 会期中

#### 1月
- 28日 - 召集。天皇臨席での開会式の後、衆参両院本会議で安倍首相による所信表明演説[6]
- 29日 - 平成25年度予算閣議決定。歳出総額は92兆6115億円で、7年ぶりの減額[7]
- 30日 - 衆議院本会議において、海江田万里民主党代表、高村正彦自民党副総裁、平沼赳夫日本維新の会国会議員団代表が所信表明演説に対する代表質問[8]
- 31日 - 参議院本会議において、岡崎トミ子民主党副代表、中曽根弘文自民党参院議員会長が代表質問[9]

#### 2月
- 14日 - 衆議院本会議で平成24年度補正予算案が可決。
- 26日 - 参議院本会議で平成24年度補正予算案（総額13.1兆円）が賛成117票、反対116票の1票差で可決、成立。
- 28日 - 衆参両院本会議で施政方針演説（政府四演説）。

#### 3月
- 21日 - 国民新党が解散届を提出。
- 27日 - 平成25年度暫定予算案を閣議決定。
- 29日 - 参議院本会議で平成25年度暫定予算案（総額13兆1808億円、期間：4月1日〜5月20日）が可決、成立。

#### 4月
- 16日 - 衆院本会議で平成25年度予算案が、賛成多数で可決し、参院に送付。
- 17日 - 国家基本政策委員会合同審査会で第2次安倍内閣初の党首討論。
- 19日 - 参院本会議で、インターネットによる選挙運動解禁を盛込んだ改正公職選挙法が全会一致で可決し、成立。

#### 5月
- 9日 - 参院本会議で、自民党の川口順子環境委員長の解任決議案を可決。委員長を解任された。委員長の訪中延長により委員会が流会となったことを受けたもの。常任委員長の解任は憲政史上初。
- 9日 - 共通番号制度関連法修正案が衆院本会議で可決、参院に送付。
- 15日 - 平成25年度予算案が参院本会議で採決、成立。
- 24日 - 共通番号制度関連法案が参院本会議で可決、成立。

#### 6月
- 7日 - 地方分権一括法改正案が衆院本会議で可決、成立。
- 12日 - 金融商品取引法改正案が参院本会議で可決、成立。
- 26日 - 会期末。
  - 安倍首相に対する問責決議案が参院本会議で可決。（問責理由は予算委員会集中審議への欠席）
  - 平田参院議長に対する不信任決議案が採決されたものの、反対多数で否決[10]。
  - 閉会。内閣提出75法案のうち63本が成立。成立率は84.0%[11]。

## 常任委員長
| 委員長名           | 氏名       | 政党名       |
| ------------------ | ---------- | ------------ |
| 内閣委員長         | 平井卓也   | 自由民主党   |
| 総務委員長         | 北側一雄   | 公明党       |
| 法務委員長         | 石田真敏   | 自由民主党   |
| 外務委員長         | 河井克行   | 自由民主党   |
| 財務金融委員長     | 金田勝年   | 自由民主党   |
| 文部科学委員長     | 松野博一   | 自由民主党   |
| 厚生労働委員長     | 松本純     | 自由民主党   |
| 農林水産委員長     | 森山裕     | 自由民主党   |
| 経済産業委員長     | 富田茂之   | 公明党       |
| 国土交通委員長     | 金子恭之   | 自由民主党   |
| 環境委員長         | 吉野正芳   | 自由民主党   |
| 安全保障委員長     | 武田良太   | 自由民主党   |
| 国家基本政策委員長 | 山本公一   | 自由民主党   |
| 予算委員長         | 山本有二   | 自由民主党   |
| 決算行政監視委員長 | 谷畑孝     | 日本維新の会 |
| 議院運営委員長     | 佐田玄一郎 | 自由民主党   |
| 懲罰委員長         | 近藤昭一   | 民主党       |

| 委員長名       | 氏名                        | 政党名     |
| -------------- | --------------------------- | ---------- |
| 内閣委員長     | 相原久美子                  | 民主党     |
| 総務委員長     | 松あきら                    | 公明党     |
| 法務委員長     | 草川昭三                    | 公明党     |
| 外交防衛委員長 | 加藤敏幸                    | 民主党     |
| 財政金融委員長 | 藤田幸久                    | 民主党     |
| 文教科学委員長 | 丸山和也                    | 自由民主党 |
| 厚生労働委員長 | 武内則男                    | 民主党     |
| 農林水産委員長 | 中谷智司                    | 民主党     |
| 経済産業委員長 | 増子輝彦                    | 民主党     |
| 国土交通委員長 | 石井準一                    | 自由民主党 |
| 環境委員長     | 北川イッセイ 川口順子（注） | 自由民主党 |
| 予算委員長     | 石井一                      | 民主党     |
| 決算委員長     | 金子原二郎                  | 自由民主党 |
| 行政監視委員長 | 愛知治郎                    | 自由民主党 |
| 議院運営委員長 | 岩城光英                    | 自由民主党 |
| 懲罰委員長     | 北澤俊美                    | 民主党     |